# 坂東平氏
坂東平氏（ばんどうへいし）は、桓武平氏のうち葛原親王の三男高見王の子平高望が上総介に任じられ坂東に下向し土着したことに始まる一族の呼称。武家平氏と呼ばれるものはこの流れに当たる。

## 坂東平氏の成立
寛平元年5月13日（889年6月14日）、宇多天皇の勅命により平姓を賜与され臣籍降下し上総介に任じられた平高望は、遥任国司が多い当時ではあったが子の国香・良兼・良将とともに任地に下向した。彼らは、任期が過ぎても帰京せず、元皇族の血すじを武器に婚姻関係によって在地勢力との連携を深め、上総国・下総国・常陸国の未墾地を開発、私営田を経営し勢力を拡大した。そして、自らの権利を守るため武士団を形成、その後各地に広がる高望王流桓武平氏の基盤を固めた。
- 国香の長男に貞盛がおり、
  - 貞盛の四男維衡の流れが伊勢平氏である。
  - 貞盛の弟繁盛の流れが常陸平氏である。
  - 貞盛の次男維将の孫である平直方の子孫を北条氏と熊谷氏は称している。
- 良兼の長男に公雅がおり、公雅の三男に致頼がいる。
- 良将の三男に将門がいる。
- その他、高望には良孫、良広、良持、良茂、良正などの庶子があったとされる。
- 高望の側室の子とされる良文は、父や兄達とは別に相模国鎌倉郡村岡に下って村岡五郎を称し、坂東八平氏と呼ばれる諸族の祖となった[注釈 2]。坂東八平氏からは秩父平氏、房総平氏、相模平氏（中村党、三浦党、鎌倉党）などが出て坂東武者の供給源となった[5]。